# Xã Urbana, Quận Champaign, Ohio
Xã Urbana (tiếng Anh: Urbana Township) là một xã thuộc quận Champaign, tiểu bang Ohio, Hoa Kỳ. Năm 2010, dân số của xã này là 14.795 người.